# Harmen Kuperus
Harmen Kuperus (Sneek, 2 juni 1977) is een Nederlands voormalig voetballer die als doelman speelde.

## Voetbalcarrière
Kuperus debuteerde in het betaald voetbal bij Stormvogels Telstar, waar hij twee seizoenen speelde. De eerste helft van het seizoen 2007/08 stond Kuperus onder contract bij FC Zwolle, waar hij als tweede keeper niet aan spelen toe kwam. Eind januari 2008 vertrok Kuperus op huurbasis voor een half jaar naar sc Heerenveen.
In het seizoen 2008/09 was Kuperus keeper bij FC Volendam. Op 18 juli 2010 werd bekendgemaakt dat Kuperus voor één seizoen als derde keeper voor Willem II ging fungeren, met een optie voor een tweede seizoen. Op 26 juni 2011 werd bekend dat Kuperus keeper werd bij FC Emmen. Na een half seizoen stopte hij in januari 2012 met betaald voetbal.

## Carrièrestatistieken
| Seizoen | Club                | Land      | Competitie     | Wed. | Goals |
| ------- | ------------------- | --------- | -------------- | ---- | ----- |
| 2005/06 | Stormvogels Telstar | Nederland | Eerste divisie | 17   | 0     |
| 2006/07 | Stormvogels Telstar | Nederland | Eerste divisie | 10   | 0     |
| 2007/08 | FC Zwolle           | Nederland | Eerste divisie | 0    | 0     |
| 2007/08 | → sc Heerenveen     | Nederland | Eredivisie     | 0    | 0     |
| 2008/09 | FC Volendam         | Nederland | Eredivisie     | 0    | 0     |
| 2009/10 | Telstar             | Nederland | Eerste divisie | 9    | 0     |
| 2010/11 | Willem II           | Nederland | Eredivisie     | 0    | 0     |
| 2011/12 | FC Emmen            | Nederland | Eerste divisie | 0    | 0     |
| Totaal  | Totaal              | Totaal    | Totaal         | 36   | 0     |

## Trainerscarrière
Tijdens zijn loopbaan was Kuperus keeperstrainer in het amateurvoetbal, van 2006 tot 2007 bij SV Urk en van 2009 tot 2011 bij VV N.O.K.. Na zijn voetbalcarrière werd Kuperus twee keer keeperstrainer bij sc Heerenveen en Go Ahead Eagles en keeperstrainer bij OH Leuven, KV Mechelen en Fortuna Sittard. Vanaf 1 januari 2022 was hij keeperstrainer bij FC Groningen. In de zomer van 2023 vertrok hij bij FC Groningen en werd hij keeperstrainer bij het Surinaams voetbalelftal.